# Delta de la Léna
Le delta de la Léna est une formation naturelle créée par le fleuve Léna en se jetant dans la mer des Laptev, mer bordière de l'océan Arctique. Le delta de la Léna est situé dans le nord-est de la Sibérie, en Russie.

## Description
En atteignant la côte, la Léna se ramifie en de nombreux bras parsemés de près de 1 500 îles, sur une largeur de 250 km et une superficie de 30 000 km2, plus vaste que le delta du Nil. Le delta s'avance de près de 100 km dans la mer des Laptev, qui est très peu profonde. 
Le bras Trofimov à l'est du delta est emprunté par 70 pour cent des eaux du fleuve. La navigation passe par le bras Olenek, situé le plus à l'est, non loin duquel se trouve le port de Tiksi dans la baie Tiksi, seule agglomération de la région. Bien que situé au nord du cercle polaire, le delta comporte une faune et une flore particulièrement riches compte tenu de sa latitude élevée : une trentaine d'espèces de mammifères, une centaine d'espèces d'oiseaux, qui nichent en été et de nombreux spécimens de flore arctique. 
Une partie du delta est protégée par la Réserve naturelle du delta de la Léna, dont la superficie est de 14 000 km2.